# Cementiri Municipal de Torrelameu
El Cementiri Municipal de Torrelameu és una obra de Torrelameu (Noguera) inclosa a l'Inventari del Patrimoni Arquitectònic de Catalunya. El cementiri municipal de Torrelameu està ubicat al nord-oest del poble, al marge dret del camí de la Gombalda.

## Descripció
Consisteix en un recinte rectangular envoltat d'un mur, amb la porta al centre del costat llarg i un camí envoltat de xiprers que parteix el camp en dues meitats. Les estructures de nínxols s'adossen a la cara interna del mur de tancament mentre que la resta de l'espai és omplert amb tombes individuals a terra. A la banda oposada a la porta s'arrengleren una sèrie de panteons funeraris.

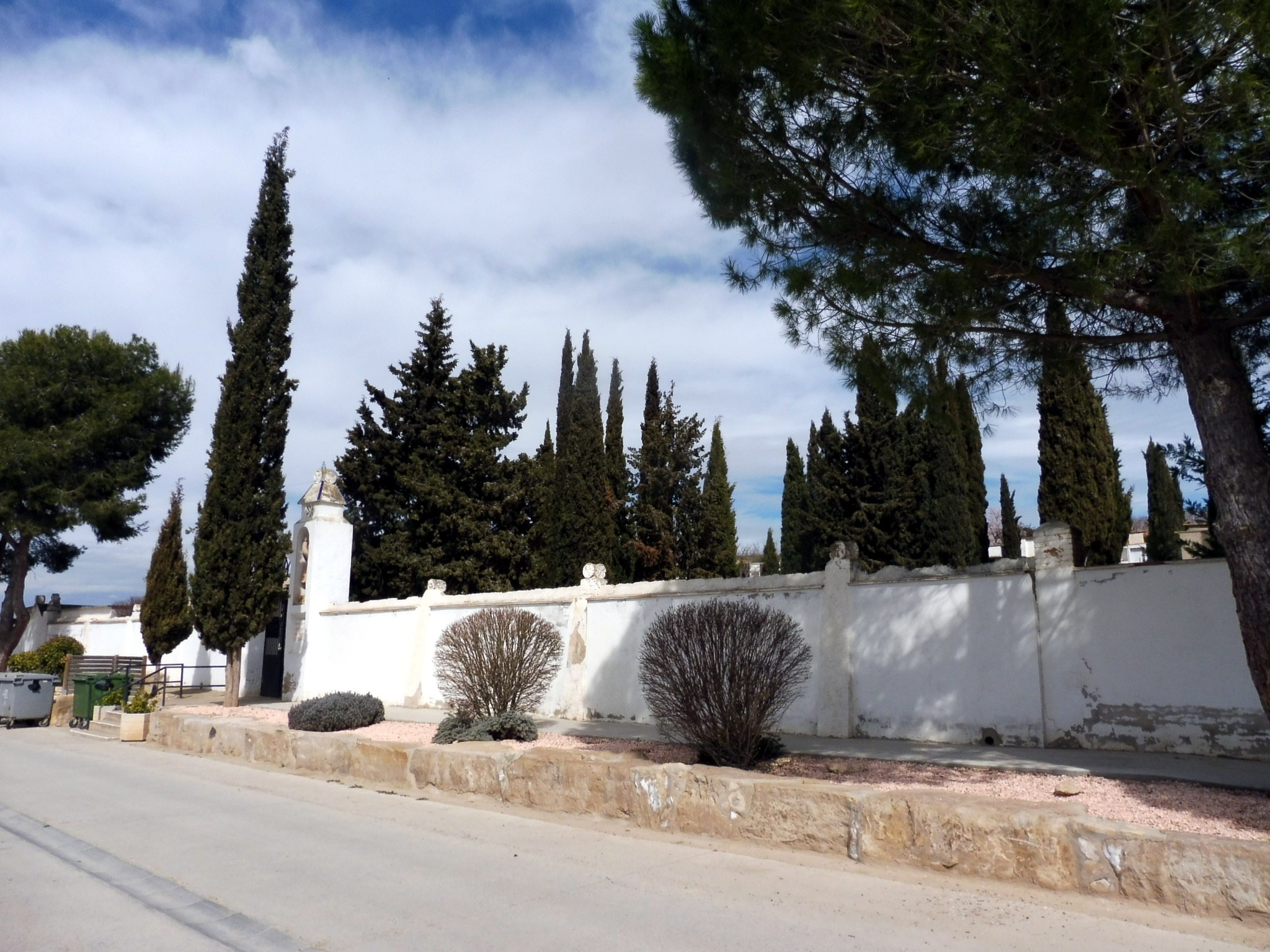
Aspecte exterior del cementiri

 Però l'element que hi destaca és la porta d'accés principal, amb un arc de mig punt (suposadament fet de maó a plec de llibre però arrebossat amb morter i pintat de blanc) que arrenca de dos pilars que, en la cara exterior presenten sengles fornícules amb una estàtua exempta cadascuna. L'estàtua de l'esquerra representa una dona, potser la Mare de Déu, en actitud pregant, mentre que la de la dreta representa un àngel que eleva la mà dreta vers el cel i sosté un llibre a la mà esquerra. A sota de cada estàtua hi ha un petit fris quadrat amb una cita bíblica al·lusiva a la mort i a la redempció. Tots dos pilars es rematen amb una piràmide truncada a sobre de la qual tenen idèntic motiu decoratiu vegetal, amb una flor de quatre pètals dins un cercle. El pilar de l'esquerra té, a més, entre el pilar en si i la piràmide un baix relleu en guix que representa un dels símbols clàssics de la mort: una calavera sobre (en aquest cas cinc) ossos llargs creuats. Tots els elements de la porta estan pintats de blanc, excepte les estàtues, probablement fetes en guix pintat de tons marrons.

## Història
Aquesta porta fou realitzada entre els anys 1900 i 1940. Forma part del cementiri actual, que fou construït mitjançant l'ajut de tots els veïns del poble.